# Miseno (Bacoli)
Miseno (l'antica Misenum in latino, Μισηνόν in greco) è una frazione del comune di Bacoli, nella città metropolitana di Napoli. Il suo nome, derivato dal latino sinus militum, viene citato da Virgilio che ricorda il Miseno trombettiere di Enea, qui leggendariamente sepolto dopo aver sfidato Tritone: in effetti il Capo Miseno con la sua sommità piatta rammenta la forma di un antico tumulo. Viene citato anche da Plinio il Giovane nell’epistola VI,16 lettera dedicata a Tacito dove narra dello zio Plinio il Vecchio deceduto durante l’eruzione del Vesuvio del 79, raccontando ciò che lui non ha potuto raccontare.

## Storia
Il sito, frequentato già nell'età del ferro, diventò porto cumano nel IV secolo a.C.; nel III secolo a.C. vide la presenza di Annibale; nel II secolo a.C. divenne un fiorente centro residenziale. Con l'impraticabilità del Portus Iulius, fu colonia autonoma e trasformato in base della flotta pretoria romana del basso Tirreno. In età augustea era il più importante sito militare romano della zona, e lo divenne ancora di più all'epoca di Marco Aurelio (161 d.C.), ma decadde con la caduta dell'Impero romano d'Occidente. Ospitava la prima flotta imperiale, la Classis Praetoria Misenensis.
Il porto sfruttava un doppio bacino naturale, quello più interno (detto Maremorto o Lago Miseno), in epoca antica dedicato ai cantieri e alla manutenzione navale, mentre quello più esterno era il porto vero e proprio.
Luogo di villeggiatura privilegiato dell'aristocrazia romana durante l'epoca repubblicana, sono rimaste famose le ville di Caio Mario, Marco Antonio e Lucullo: in quest'ultima morì Tiberio il 16 marzo del 37 d. C e passò l'esilio l'ultimo degli imperatori romani, Romolo Augustolo.
La città romana, già in decadenza alla fine dell'impero, fu abbandonata definitivamente nell'840, dopo l'ultima di una lunga serie di incursioni di pirati saraceni. La maggior parte degli abitanti si rifugiò nella vicina isola di Procida, altri si spostarono nell'entroterra, nelle fratte atellane dando vita alla città di Frattamaggiore. Famosa ed apprezzata dai turisti la vista che si gode da Monte di Procida con capo Miseno, Posillipo e il Vesuvio sullo sfondo.

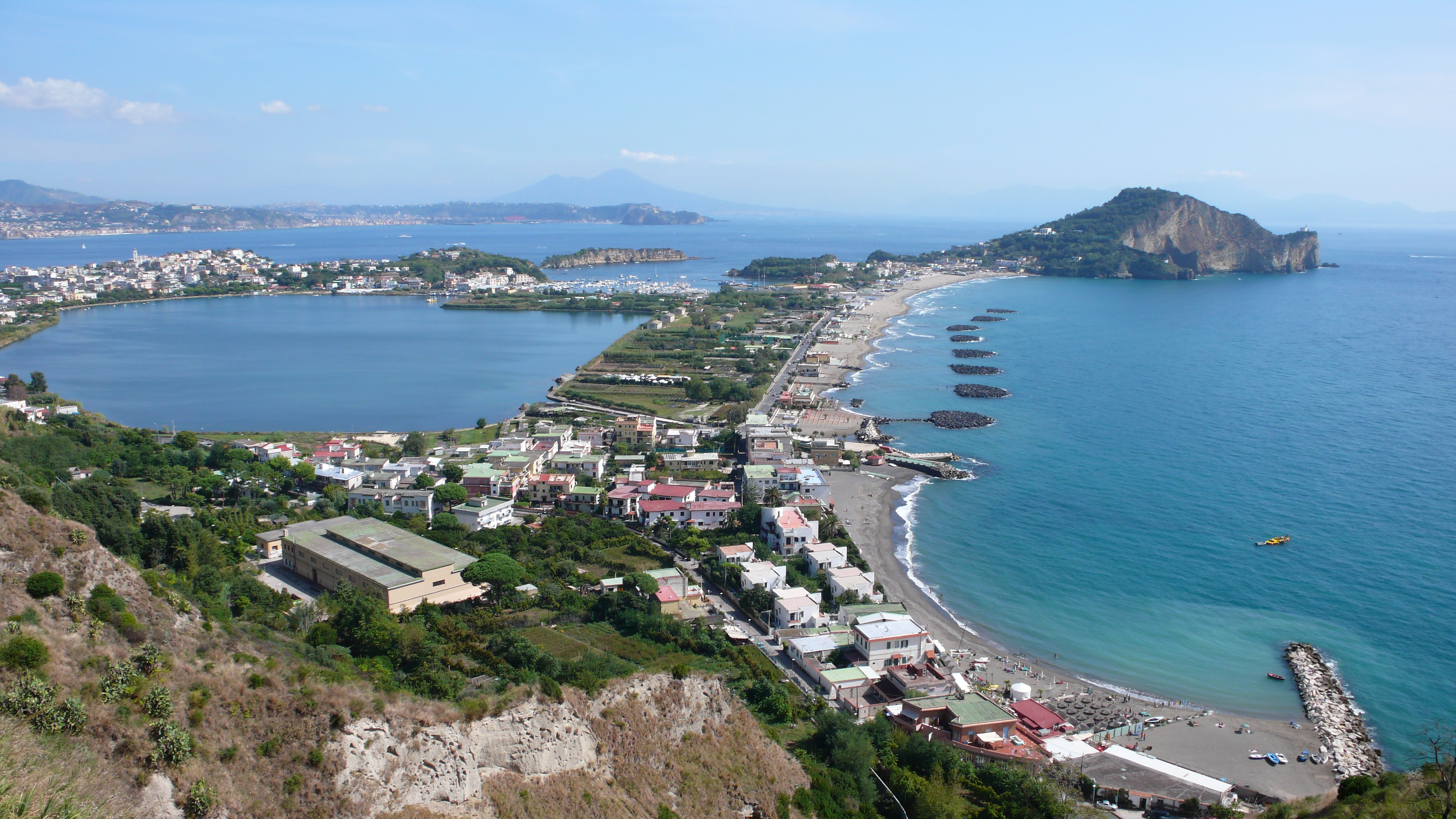
Veduta da Monte di Procida con la spiaggia di Miliscola, Capo Miseno e il bacino interno dell'antico porto di Miseno.

## Monumenti e luoghi di interesse
Capo Miseno attualmente ospita un faro (raggiungibile attraverso un tunnel), situato in una zona militare interdetta al pubblico.
Ai piedi del capo, si trova la spiaggia di Miliscola, frequentatissima località balneare durante il periodo estivo.
Sul promontorio si trovano un'antica torre anti-saraceni, chiamata "Torre Bassa", ed in cima sono ancora presenti ruderi di casematte e fortificazioni risalenti alla seconda guerra mondiale.